# Emigráció (tevékenység)

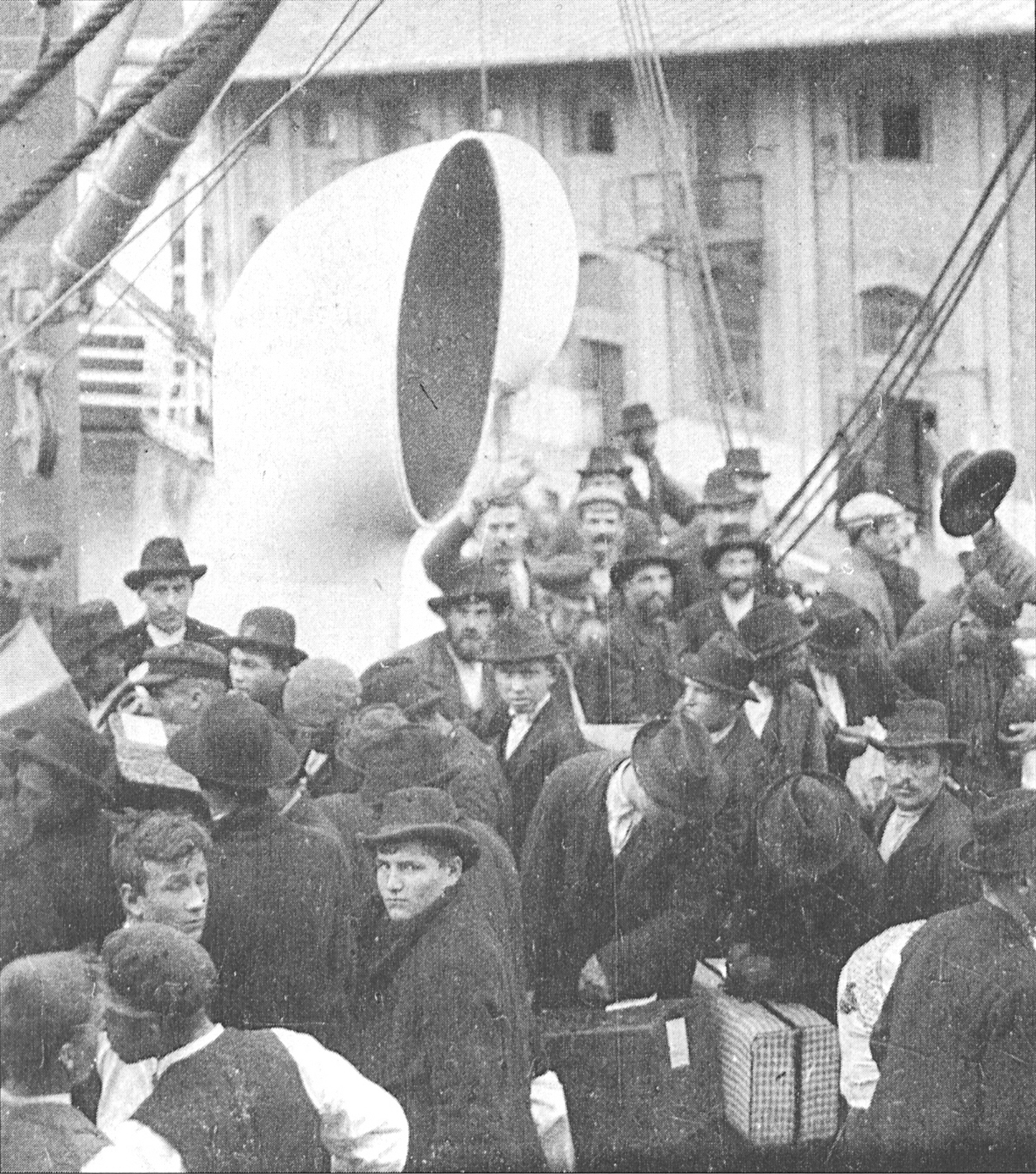
Az Osztrák–Magyar Monarchia kivándorlói hajóra szállnak Triesztben Amerika felé, valamikor a 20. század elején

Emigráció vagy kivándorlás az a cselekvés, melyben egy adott országot vagy területet azzal a szándékkal hagy el a lakosa, hogy tartósan egy másikban éljen. A befogadó ország vagy terület szempontjából ez az immigráció. A lakossági mozgást nevezik általában migrációnak.
Sok oka van annak, amiért az emberek a kivándorlást választják. Ezen okok kategorizálhatók: „húzó” és „taszító” tényezők szerint. A befogadó ország jobb gazdasági lehetősége egy példa a húzó tényező érvényesülésére, valamint a jobb éghajlat vonzása. A szegénységtől való félelem, a vallási vagy politikai diszkrimináció taszító tényezők. Gyakori a taszító tényezők miatt bekövetkezett emigrációt menekülésnek nevezni, melynek alanyai a menekültek.
Az emigráció nagy hatással volt a világra a 18., 19., 20. és a 21. században. A megemlítendő példák közé tartozik az a több millió ember, aki Európát a 18. és a 19. században elhagyta, a legutóbbi mexikói kivándorlás az Egyesült Államokban. Az Európai Unió 28 tagállamába 2016-ban megközelítőleg 4,3 millió bevándorló érkezett, míg a hivatalos adatok szerint legalább 3,0 millió kivándorló hagyta el ezeket az országokat. A Lengyelország három felosztását követő időkben többször is felkelés tört ki, amelyek után nagyszámú emigráns hagyta el az országot. 1831-ben, a novemberi felkelés után 50 000 ember menekült el az oroszok által megszállt lengyel területekről a nagy emigráció keretében, köztük Bem József és Dembinszky Henrik. Ide sorolhatjuk még az 1956-ot követő magyarországi példát, amelyben a több mint 200 000 menekült nagy része ma mint emigráns, a magyar diaszpórát erősíti.
A kivándorlás első jelentése szerint azonban a tevékenység önkéntes mozgalom. Az akaratlan migráció olyan csoportok áttelepülését jelenti, melyben egy ellenséges erő a népességet elhagyásra kényszeríti annak elszállításával vagy etnikai tisztogatással.

## Diaszpóra
Sok politikai vagy gazdasági okból kivándorló megy családostul, hogy az új területen békét, vagy az adott anyaországban szűkösen rendelkezésre álló munkahelyet talál. A történelem során már számos példa volt arra, hogy egy régebben kivándorolt ember később, tehetősebben, visszaköltözik anyaországába. Ezekben az esetekben a kivándorló teljesen eltérő kultúrájú területre megy, és végig vendégnek érzi magát, nem tud beleszokni a környezetbe, és saját kultúrájukat, hagyományukat, nyelvüket továbbörökítik a gyermekeiknek. A területen eredetinek számító és a betelepedett kultúra közötti különbségek könnyen okozhatnak társadalmi konfliktusokat, ami általában kényelmetlen helyzetet teremt az „idegen” számára, akinek meg kell tanulnia a teljesen új törvényi és szociális rendszert, melyek gyakran nagymértékben eltérnek a megszokottól. Gyakran jönnek létre emigránsok által alkotott csoportok a célterületen, melyek összegyűjtik az egy helyről származókat, így segítve a könnyebb és gyorsabb beilleszkedést.

## Taszító hatások
- Háború vagy egyéb fegyveres konfliktus
- éhínség vagy aszály
- katasztrófa
- szegénység
- politikai üldözés
- vallási intolerancia
- járvány
- munkavállalási lehetőségek hiánya

Ezek a tényezők általában nem hatnak a fejlett országokban, de természeti katasztrófa miatt ilyen országokból lehetséges nagy számú kivándorlás.

## Húzó hatások
- Magasabb jövedelem
- alacsonyabb adó
- jobb időjárási környezet
- könnyebb munkához jutási lehetőség
- jobb egészségügyi ellátás
- jobb oktatási lehetőségek
- jobb légkör az emberek között
- családi okok
- politikai stabilitás
- vallási tolerancia
- relatív több szabadság
- a sikerek híre inkább visszajut, mint a kurdarcoké
- a szomszéd kertje mindig zöldebb

## A magyarok emigrációinak jelentősebb állomásai
- Amerikai Egyesült Államok
- Kanada
- Ausztrália
- Brazília
- Németország
- Régusse, Franciaország - magyar telepesek 1533-ban

## Kivétel
A szó jelentését meghatározó leírást még jóval a nagyobb államegyesülések előtt alkották. Így a XXI. században már akadnak kivételek, melyek közül mindenképp kiemelendő az Európai Unió tagállamainak kapcsolata. Az Unió által létrehozott Európai Gazdasági Térség (EGT) egyes tagállamaiból egy másik tagállamában dolgozó polgárok, akik többnyire a szabad munkaerő-áramlás adta jogaikkal élnek, nem sorolhatóak ebbe a kategóriába, ők nem emigránsok.[forrás?]

## Lásd még
- Népességfogyás Magyarországon